# Mixue Bingcheng

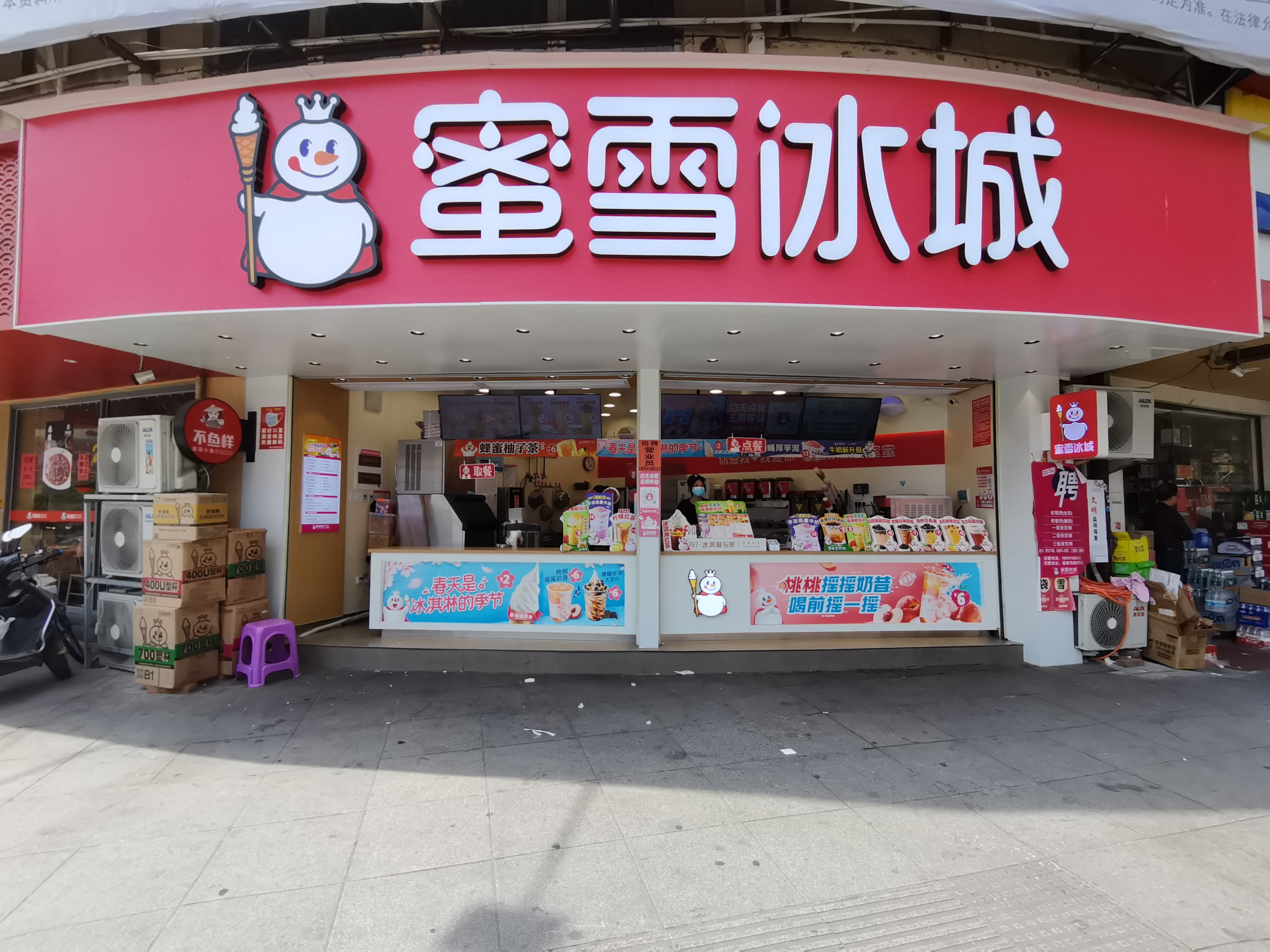
Mixue Filiale in Fuding

Mixue Bingcheng (chinesisch 蜜雪冰城, Pinyin Mìxuě Bīngchéng, wörtlich: „Honig-Schnee-Eis-Stadt“) ist eine chinesische multinationale Schnellrestaurant-Kette, die sich auf Softeis und Bubble Tea spezialisiert hat. Mixue wurde 1997 von Zhang Hongchao in Zhengzhou, Henan, gegründet. Seit 2007 ist Mixue ein Franchiseunternehmen. Mit über 46.000 Franchise-Filialen ist Mixue gemessen an der Anzahl der Filialen die größte Schnellrestaurant-Kette der Welt und übertrifft damit Starbucks und McDonald’s. Im September 2018 wurde der erste Standort außerhalb Chinas in Hanoi, Vietnam, eröffnet. Mixue operiert in Ostasien auf dem chinesischen Festland, in Hongkong, Macau, Japan und Südkorea, in Südostasien in Vietnam, den Philippinen, Singapur, Thailand, Malaysia, Indonesien, Laos und Kambodscha und in Ozeanien in Australien insbesondere in Großstädten.
Am 3. März 2025 hatte das Unternehmen an der Hong Kong Stock Exchange seinen Börsengang.